# پیتر رید
پیتر رید (به انگلیسی: Peter Reid) زادهٔ ۲۰ ژوئن ۱۹۵۶ بازیکن فوتبال اهل انگلستان بود که سابقهٔ بازی در تیم ملی فوتبال انگلستان را در کارنامهٔ خود دارد. وی در تاریخ ۹ ژوئن ۱۹۸۵ نخستین بازی ملی خود را در مقابل تیم ملی فوتبال مکزیک انجام داد و با حضور در ۱۳ بازی ملی، در تاریخ ۲۸ مه ۱۹۸۸ واپسین بازی ملی‌اش را در برابر تیم ملی فوتبال سوئیس برگزار کرد.